# Behren-lès-Forbach
Behren-lès-Forbach (Duits: Behren bei Forbach in Lothringen) is een gemeente in het Franse departement Moselle (regio Grand Est). Behren-lès-Forbach telde op 1 januari 2022 6.299 inwoners.
Behren-lès-Forbach was tot 22 maart 2015 de hoofdplaats van het gelijknamige kanton. Op die dag werd het kanton opgeheven en werd de gemeenten opgenomen in het kanton Stiring-Wendel. Het arrondissement Forbach fuseerde met het arrondissement Boulay-Moselle tot het huidige arrondissement Forbach-Boulay-Moselle.

## Geografie
De oppervlakte van Behren-lès-Forbach bedroeg op 1 januari 2022 5,54 vierkante kilometer; de bevolkingsdichtheid was toen 1.137 inwoners per km².

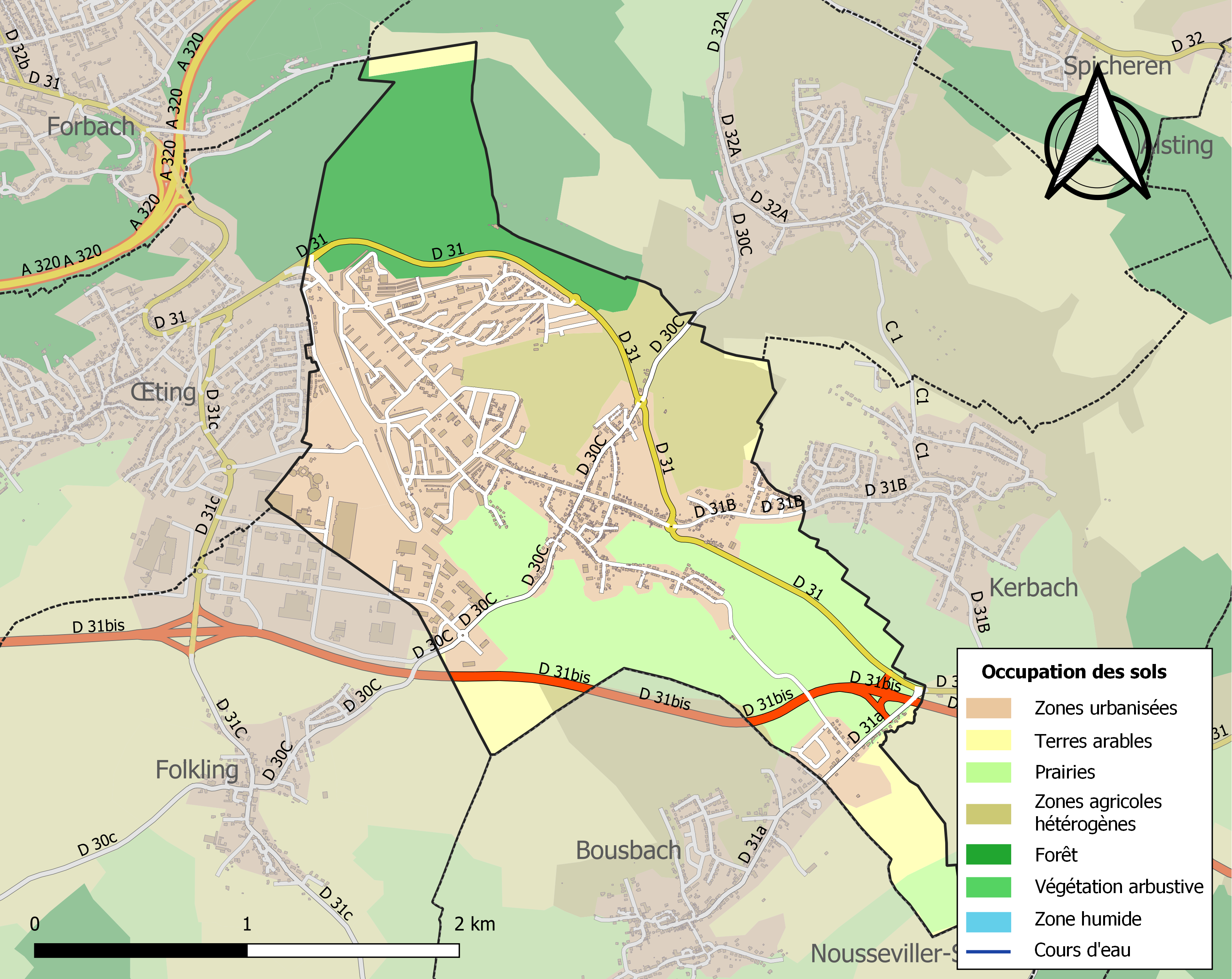
Kaart van de gemeente met de belangrijkste infrastructuur, bodemgebruik en omliggende gemeenten

## Demografie
Onderstaande figuur toont het verloop van het inwonertal (bron: INSEE-tellingen).